# Bürger Lars Dietrich

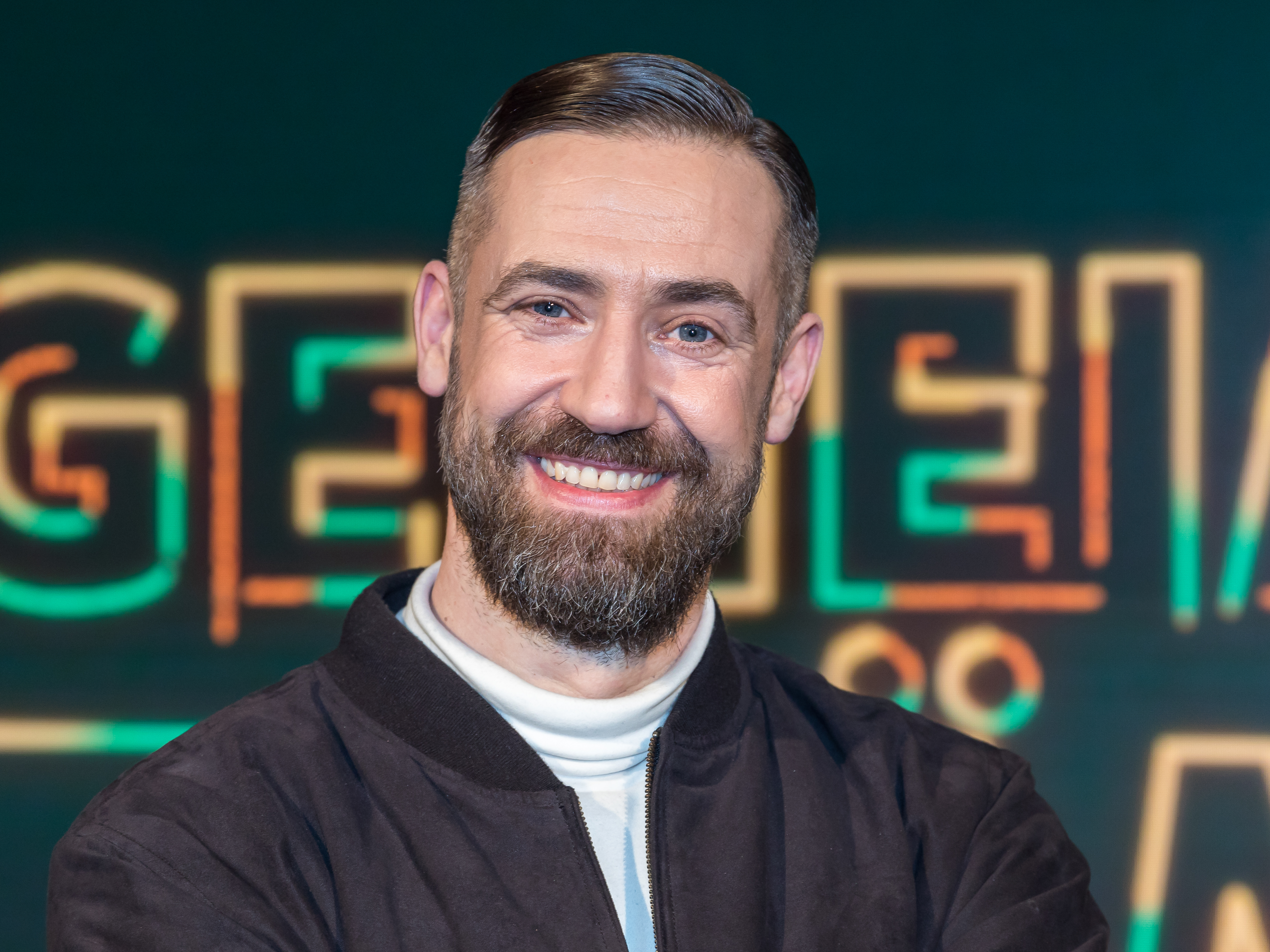
Bürger Lars Dietrich, 2018

Bürger Lars Dietrich (* 2. Februar 1973 in Potsdam; bürgerlich Lars Dietrich) ist ein deutscher Entertainer, Rap- und Popmusiker, Komiker, Moderator, Schauspieler, Synchron- und Hörbuchsprecher, Buchautor und Tänzer. In seiner Tätigkeit als Musiker zählen zu seinen bekanntesten Titeln Sexy Eis und das ebenfalls in Zusammenarbeit mit Stefan Raab und Jürgen Drews entstandene Remake von Ein Bett im Kornfeld.

## Künstlername
Den Zusatz „Bürger“ in seinem Künstlernamen wählte er nach eigener Aussage, weil er aus der DDR stammt und man von Volkspolizisten oft so angeredet wurde.

## Werdegang
Nach seinem Schulabschluss nach zehnjähriger Schulzeit an einer Potsdamer Polytechnischen Oberschule absolvierte er eine Ballettausbildung an der Palucca-Schule in Dresden. Seine klassische Tanzausbildung führte er an der Staatlichen Ballettschule Berlin auch nach seinem Umzug nach Berlin fort. Während dieser Zeit hatte er unter anderem Engagements am Metropol-Theater in Berlin. Im Jahr 1992 orientierte er sich um und wurde bei den DEFA-Studios in Babelsberg Stuntman. Im April 1994 erschien Dietrichs erste Single Mädchenmillionär. Das Album mit dem Titel Was hat man denn vom Leben? wurde wenig später veröffentlicht. Im Jahr 1995 wurde Dietrich Co-Moderator von Stefan Raabs Sendung Vivasion bei dem Musiksender VIVA. Zu dieser Zeit entstand auch die Neuauflage des Musiktitels Ein Bett im Kornfeld von Jürgen Drews. In den folgenden Jahren war Dietrich auch als Liedtexter an verschiedenen Singles und Alben von Raab beteiligt.

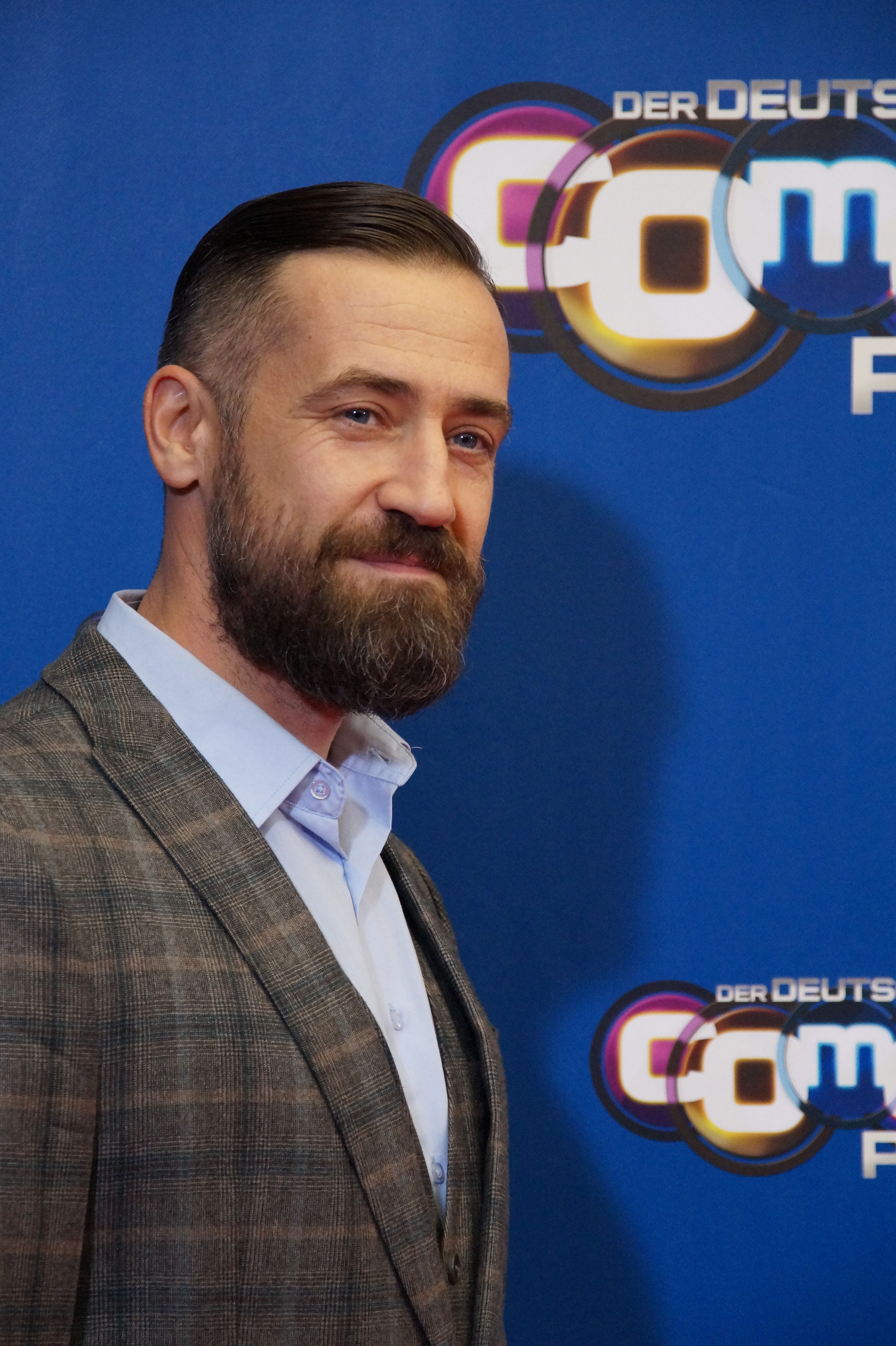
Bürger Lars Dietrich beim Comedypreis 2016 im Oktober 2016, Köln

Im Sommer des Jahres 1996 veröffentlichte Dietrich den Dr.-Hook-Titel Sexy Eyes in seiner eigenen Interpretation als Sexy Eis und etwas später gemeinsam mit Stefan Raab den Song Hier kommt die Maus anlässlich des 25. Geburtstages der Kindersendung Die Sendung mit der Maus. 2000 feierte die ZDF-Kindersendung Löwenzahn ihren 20. Geburtstag; auch hierfür steuerte er den Song zur Jubiläumssendung bei. Seit 2001 war Dietrich regelmäßig in der Sat.1-Sendung Die Wochenshow zu sehen. Von 2006 bis 2008 moderierte er zunächst zusammen mit Kathy Weber, später mit Nela Panghy-Lee die Show Alles Nick!, die wochentags in drei Teilen auf dem Kindersender NICK ausgestrahlt wurde. Von 2009 bis 2024 moderierte er die Sendung Dein Song, die auf dem öffentlich-rechtlichen Kindersender KiKA ausgestrahlt wird, wo er und seine Kollegin Johanna Klum 2024 in der Finalshow ihren Abschied ankündigten. 2006/07 trat er auch als Eisdielenbesitzer Lasse Rudolph bei Schloss Einstein auf, zudem in der Fernseh-Comedysendung Frei Schnauze und der Comedy-Rateshow Genial daneben. 2007/08 nahm er an der zweiten Staffel von Stars auf Eis teil. 2012 spielte er neben Wolke Hegenbarth in der Serie Es kommt noch dicker (Sat.1) den verliebten Hotelmitarbeiter Oleg. 2013 übernahm er in dem Kurzfilm Vorstellungsgespräch von Henriette Gerber neben Jockel Tschiersch die zweite Hauptrolle. Seit 2012 geht er mit seinem eigenen Bühnenstück „Dietrichs Demokratische Republik“, einer Adaption seines Buches „Schlecht englisch kann ich gut“, auf Tournee. Mit auf der Bühne sind seine Kollegen Mathias Schlung, Volker Zack Michalowski sowie Tanja Wenzel; Regie führte Matthias Kitter. Seit dem 4. Dezember 2015 war Dietrich Juror in der ersten Staffel der Sat.1-Castingshow Got to Dance Kids.
Bürger Lars Dietrich lebt mit der Schauspielerin Hannah Baus in Berlin. Aus der Ehe mit der Schauspielerin Türkiz Talay hat er zwei Kinder, ein weiteres Kind stammt aus einer anderen Beziehung.
Im Herbst 2022 nahm Dietrich im Kostüm des Werwolfs an der siebten Staffel der ProSieben-Show The Masked Singer teil und belegte den zweiten Platz.
Gemeinsam mit Maximiliane Häcke moderiert er seit 2022 den von Kiddinx produzierten Hörspiel-Podcast Rekorder.

## Diskografie

### Alben
- 1994: Was hat man denn vom Leben? (EastWest Records)
- 1996: Dicke Dinger (EastWest Records)
- 2008: Damenwahl (Polydor)
- 2014: Dietrichs Demokratische Republik (Sony)
- 2020: Menschenskind (Universal Music Group)

### Singles
- 1994: Mädchenmillionär (EastWest Records)
- 1994: Sabbel Di (EastWest Records)
- 1995: Was hat man denn vom Leben? (EastWest Records)
- 1995: Ein Bett im Kornfeld (mit Stefan Raab & Die Bekloppten feat. „Onkel Jürgen“ Drews, Ultrapop)
- 1996: Sexy Eis (EastWest Records)
- 1996: Ich bring dich um … (EastWest Records)
- 1998: Ein ganzes Jahr (EastWest Records)
- 1999: Einsam wie Robinson (EastWest Records)
- 2000: Löwenzahn (Hansa, BMG Berlin)
- 2001: Zieh den Rüssel ein, Baby! (Edel Records)
- 2005: Berlin bewegt sich – Zum Internationalen Deutschen Turnfest 2005 in Berlin (Nucleus)
- 2006: Schwammalarm im Ozean
- 2006: A Criminal Affair (Nucleus/BMG)
- 2008: Mein Mädchen (Polydor)
- 2008: KCA Song 2008 (Universal Music)
- 2015: Lipsi 2015 (Coverversion des Liedes Heute tanzen alle jungen Leute von Helga Brauer)[9]
- 2020: Das Rap-Huhn (Universal Music)
- 2022: Hard Rock Hallelujah (Neuauflage mit Lordi) (Atomic Fire)

### Exklusive Samplerbeiträge
- 1996: Hymne an die Maus (zusammen mit Wolfgang Niedecken, Tommy Engel, Stefan Raab, D’Reeves und Die Thekenschlampen) auf Die CD mit der Maus
- 1998: Alle Jahre wieder (Und ich freue mich trotzdem) feat. Danacee auf Bravo Christmas Hot & Holy III
- 1999: Zwei in einem Boot – Gangsta Rap (mit Kandidat Eins A) auf Tobias Totz (Soundtrack)
- 1999: Goethe, der war Dichter auf Rosebud – Songs of Goethe and Nietzsche
- 2001: Wissenswertes über Erlangen auf Pop 2001 – Geschichte wird gemacht
- 2003: Komm wir malen eine Sonne (mit Frank Schöbel) auf Die DDR Show Vol. 2
- 2007: KCA Song 2007 für Nick Kids Choice Award 2007
- 2008: KCA Song 2008 für Nick Kids Choice Award 2008
- 2012: Ich möchte am Montag mal Sonntag haben auf Für dich soll’s rote Rosen regnen – Stars singen Hildegard Knef
- 2012: Swimmingpool Rap auf This Ain’t California-Soundtrack

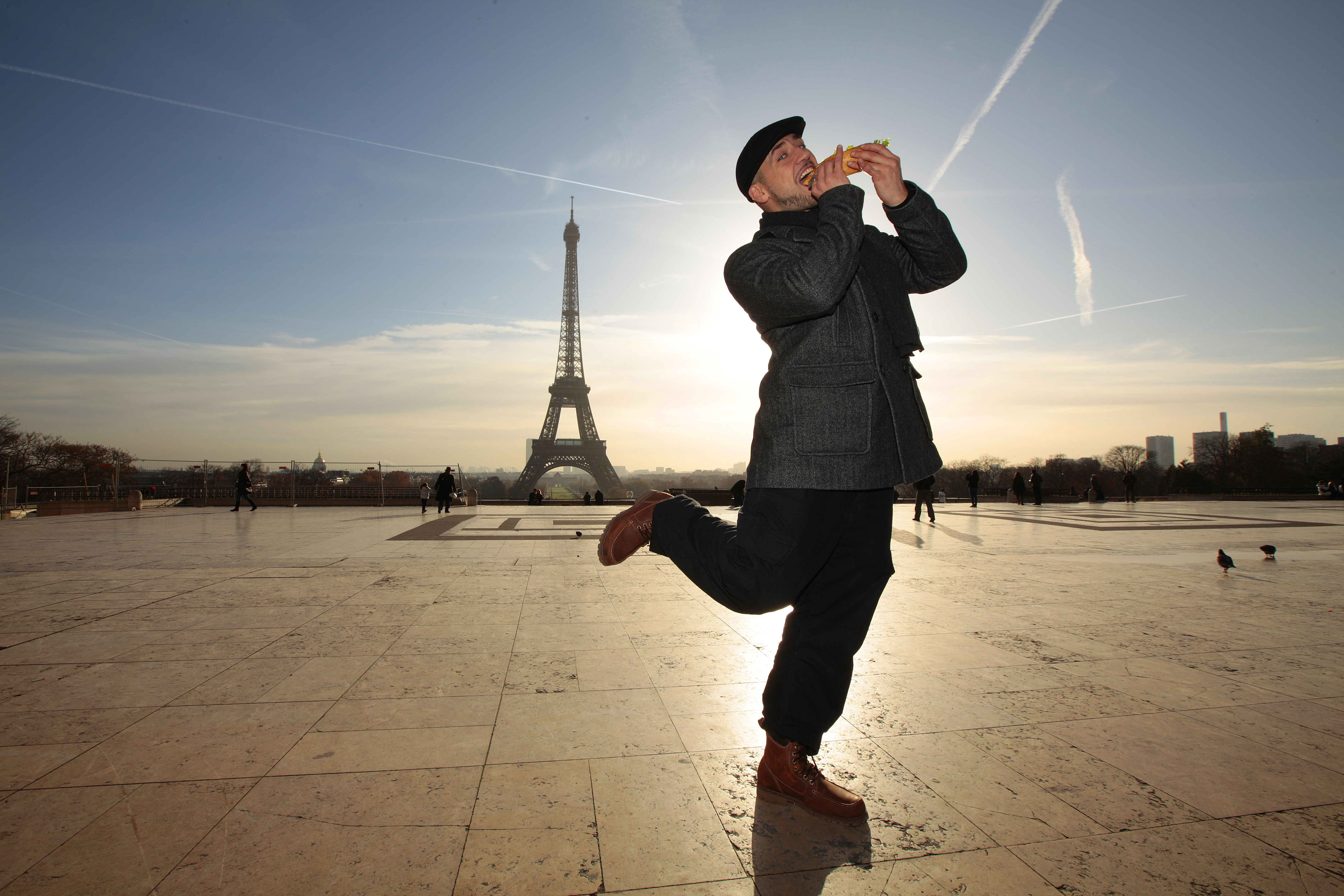
Bürger Lars Dietrich in Paris bei einem Dreh von Dein Song, 2011

### Sonstiges
- 2002: Es ist nicht so, wie du denkst (Titelsong für Alles getürkt)
- 2021: Dreharbeiten zur MDR-Reihe Damals wars in der Simson-Werkstatt „MOPEDs-Kitzen[10]“

### Autor
- 1996: Hier kommt die Maus für Stefan Raab & Die Bekloppten
- 1997: Mama lauter!, Naaa!?, Probiers mal mit Gemütlichkeit (Schön locker) und Gut gehn für Stefan Raab
- 2005: Die 2 Pt. I (Skit) und Die 2 Pt.II (Skit) für Dean Dawson

### Hörbücher
- 2010: Schlecht Englisch kann ich gut (Edel Edition)
- 2012: Kai Lüftner: Achtung, Milchpiraten (Der Audio Verlag)
- 2013: Kai Lüftner: Rache für Rosa (Achtung, Milchpiraten 2) (Der Audio Verlag)
- 2014: Kai Lüftner: Rotz ’n’ Roll Radio (Der Audio Verlag)
- seit 2015: Suza Kolb: Die Haferhorde Teil 1–19 (Der Audio Verlag)

## Filmografie (Auswahl)
- 1995: SK-Babies (Gastrolle)
- 2001–2002: Die Wochenshow (Sat.1)
- 2002: Alles getürkt
- 2005: Chili TV (KiKA/Gastauftritte)
- 2005: Pfarrer Braun – Bruder Mord (Das Erste)
- 2002–2007: Die ultimative Chartshow (RTL/Gastauftritte)
- 2006–2007: Frei Schnauze XXL (RTL/Gastauftritte)
- 2006–2007: Schloss Einstein (KiKA)
- 2006–2009: Moderator beim Kindersender NICK
- 2007/2008: Stars auf Eis von und mit Katarina Witt (ProSieben)
- 2008: Genial daneben – Die Comedy Arena (Sat.1/Gastauftritte)
- 2009–2024: Dein Song (Moderation)
- 2010: Crazy In Love
- 2011: Gnomeo und Julia (Gnomeo and Juliet) (Sprechrolle)
- 2011: Hand aufs Herz (Sat.1/Gastauftritt)
- 2011–2013: Sturmfrei (KiKA)
- 2011: XXS – Hilfe wir werden geschrumpft! (KiKA)
- 2012: Es kommt noch dicker (Sat.1)
- 2013: Es kann nur E1NEN geben (RTL)
- 2013: Vorstellungsgespräch (Kurzfilm/Kino)
- 2013: Grill den Henssler (VOX/Teilnehmer)
- 2014–2016: Jetzt wird’s schräg (Sat.1/Gastauftritte)
- 2016: Das große Promibacken – Weihnachtsspezial (Teilnehmer)
- 2017: SOKO Stuttgart – In guten Händen (ZDF)
- 2017: Luke! Die Schule und ich (Sat.1/Gastauftritt)
- seit 2017: Lumi & Bo (Stimme)
- 2018: KiKA LIVE
- 2018: Jede Antwort zählt (RBB/Gastauftritt)
- seit 2018: Genial daneben – Das Quiz (Sat.1/Gastauftritte)
- seit 2019: Leider Laut zusammen mit Marti Fischer (KiKA)
- 2019: Alfons Zitterbacke – Das Chaos ist zurück
- 2020: Die! Herz! Schlag! Show! (ProSieben/Gastauftritt)
- 2021: Buchstaben Battle (Sat.1/Gastauftritt)
- 2021: Carl Josef trifft … (ARD/Gastauftritt)
- 2021: Der Geist im Glas (Märchenfilm)
- 2022: The Masked Singer (ProSieben/Teilnehmer)

## Bibliografie
- Schlecht Englisch kann ich gut: Eine freie Deutsche Jugend. Rowohlt Taschenbuch Verlag, Reinbek 2009, ISBN 978-3-499-62539-8.

## Auszeichnungen
- 1997: RSH-Gold in der Kategorie „Erfolgreichster deutschsprachiger Interpret“[11]
- 2007: Deutscher Comedypreis als Ensemblemitglied von Frei Schnauze XXL (Beste Comedy-Show)
- 2020: Grimme-Preis (Spezial) in der Kategorie Kinder & Jugend[12]